# Mola Sylla

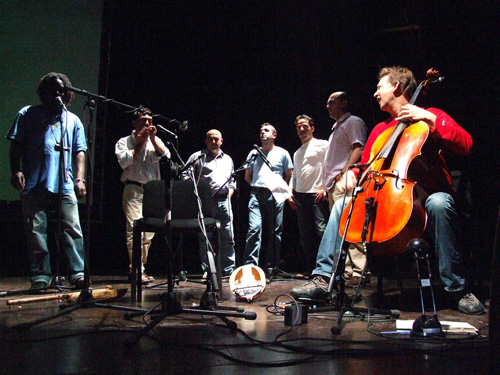
Mola Sylla, Concordu e Tenore de Orosei und Ernst Reijseger spielen Musik aus dem Film The Wild Blue Yonder von Werner Herzog. Milano, 22. Mai 2006

Mola Sylla (* 1956 in Dakar) ist ein senegalesischer Musiker.
1987 zog Sylla nach Europa, wo er in Amsterdam lebt. Er ist als Sänger bekannt, spielt aber auch afrikanische Instrumente wie die Lamellophone mbira, kongoma (mit 2 bis 3 Metallzungen, in Liberia) und kalimba (8 bis 25 Metallzungen, im südlichen Afrika verbreitet) sowie die Spießlaute xalam.
Sylla hat mit einer Vielfalt von Musikern zusammengearbeitet, über den Jazz von Sean Bergin, William Parker (For Those Who Are, Still, 2015) und den Nu Jazz von Saskia Laroo bis hin zur improvisierenden Musik eines Tristan Honsinger und zu kulturübergreifenden Projekten, mit denen er regelmäßig auf dem Moers Festival auftrat. Er ist Gründungsmitglied der Gruppen Senemali (wo senegalesische Musiker mit solchen aus Mali arbeiten) und VeDaKi (zunächst: Vershki da Koreshki, wo russische, senegalesische und indische Musiker zusammenwirken). Gemeinsam mit dem Koraspieler Bao Sissoko und dem Geiger Wouter Vandenabeele bildete er das Trio Tamala, das nach dem gleichnamigen Album 2021 das Alben Diara vorlegte.
Gemeinsam mit Ernst Reijseger hat er die Musik für Werner Herzogs Filme The Wild Blue Yonder (2005) und Ein fürsorglicher Sohn (2009) geschaffen.